# Tom Kennedy
Tom Kennedy (ur. 21 sierpnia 1960 w Saint Louis w stanie Missouri) – amerykański basista i kontrabasista. Artysta solowy, zadebiutował w 1996 roku albumem pt.  Basses Loaded. Muzyk współpracował ponadto z takimi wykonawcami jak: Dizzy Gillespie, Sonny Stitt, Stan Kenton, James Moody, Barney Kessel, Planet X, Eddie Harris, George Russell, Nat Adderley, Peter Erskine, Bill Watrous, Freddie Hubbard, Dave Weckl, Don Grolnick, Steve Kahn, Randy Brecker, Benny Green, Bucky Pizzarelli, Bill Connors, Al Di Meola, Mike Stern, Steve Ferrone oraz Junior Cook.
Muzyk jest endorserem instrumentów i sprzętu muzycznego firm Fodera i MarkBass.